# أودي نوريس
أودي نوريس (بالإنجليزية: Audie Norris) مواليد 18 ديسمبر 1960 في جاكسون، هو مدرب كرة سلة أمريكي ولاعب معتزل. بدأ مسيرته الاحترافية في سنة 1982. تم اختياره من قبل فريق بورتلاند ترايل بلايزرز خلال الدرافت. يبلغ طوله 6 قدم 9 بوصة (2.1 م). اعتزل اللعب في 1994.

## المسيرة الاحترافية
لعب مع بورتلاند ترايل بلايزرز من سنة 1982 إلى 1985، ثم لعب مع تريفيزو لكرة السلة في الدوري الإيطالي من سنة 1985 إلى 1987، ثم لعب مع نادي برشلونة لكرة السلة في الدوري الإسباني من سنة 1987 إلى 1993.

## روابط خارجية
- أودي نوريس على موقع إن بي أي (الإنجليزية)
- أودي نوريس على موقع سبورتس رفرنس (الإنجليزية)
- أودي نوريس على موقع الدوري الإسباني لكرة السلة (الإسبانية)
- أودي نوريس على موقع كلية كرة السلة في سبورتس رفرنس.كوم (الإنجليزية)
- أودي نوريس على موقع ريلجم (الإنجليزية)
- أودي نوريس على موقع بروبوليرز (الإنجليزية)
- أودي نوريس على موقع سبورتس رفرنس (الإنجليزية)
- أودي نوريس على موقع الدوري الإسباني لكرة السلة (الإسبانية)